# Janosch
Janosch (Hindenburg, Felső-Szilézia, 1931. március 11. –) német illusztrátor és gyermekkönyvíró. A Horst Eckert néven anyakönyvezett.

## Élete
A nagyszüleinél nőtt fel. Apja alkoholista és erőszakos a családjával szemben, a második világháború idején katonai szolgálatra hívták be Az anyját szigorú hívőnek tartották. A háború után családjával Németország nyugati felére költözött. Rövid párizsi tartózkodás után 1953-ban Münchenbe költözött, ahol a Képzőművészeti Akadémián tanult többek között Ernst Geitlingernél. 
1956-ban kezdte meg írói munkáját. 1960-ban adta ki első gyermekkönyvét, azóta több, mint 100 művét majdnem 30 nyelvre fordítva kiadták.

## Művei

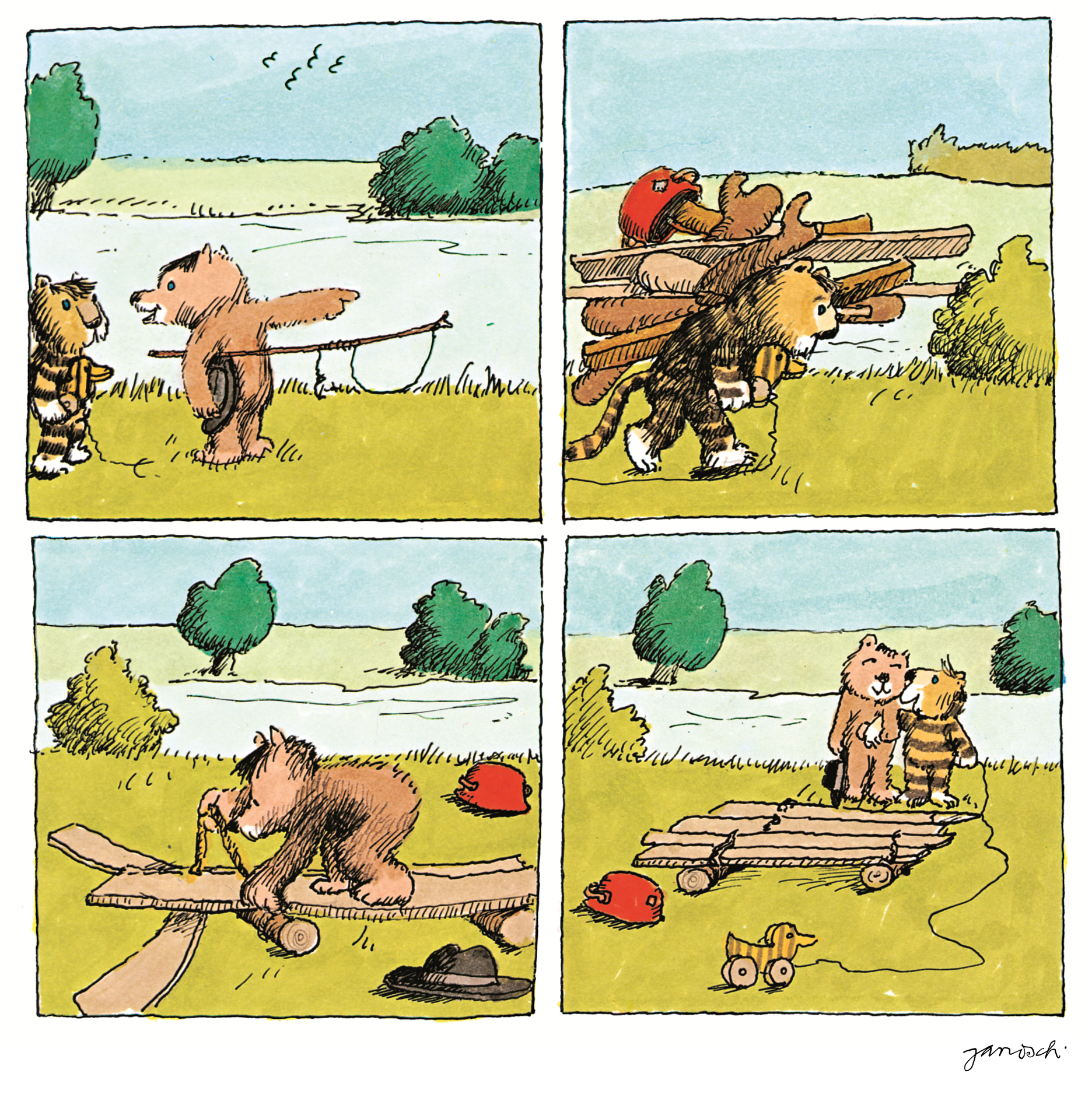
Rajz Milyen szép Panama! 1978-ból

- Die Geschichte von Valek dem Pferd. Georg-Lentz-Verlag, München 1960.
- Das kleine Schiff. Georg-Lentz-Verlag, München 1960.
- Der Josa mit der Zauberfidel. Georg-Lentz-Verlag, München 1960.
- Onkel Poppoff kann auf Bäume fliegen. Parabel-Verlag, München 1964.
- Das Auto hier heißt Ferdinand. Parabel-Verlag, München 1964, ISBN 3-407-79316-2.
- Böllerbam und der Vogel. Middelhauve Verlag, Köln 1968.
- Cholonek oder Der liebe Gott aus Lehm. Georg-Bitter-Verlag, Recklinghausen 1970, ISBN 3-7903-0125-6.
- Lari Fari Mogelzahn. Beltz-Verlag, Weinheim 1971, ISBN 3-407-80207-2.
- Sacharin im Salat. Bertelsmann-Verlag, München 1975, ISBN 3-570-00047-8.
- Traumstunde für Siebenschläfer. Beltz-Verlag, Weinheim 1977, ISBN 3-407-80526-8.
- Die Maus hat rote Strümpfe an. Beltz-Verlag, Weinheim 1978, ISBN 3-407-80538-1.
- Oh, wie schön ist Panama. Beltz-Verlag, Weinheim 1978, ISBN 3-407-80533-0.
- Sandstrand. Beltz-Verlag, Weinheim 1979, ISBN 3-407-80758-9; Merlin Verlag, Gifkendorf 2001, ISBN 3-87536-218-7.
- Komm, wir finden einen Schatz. Beltz-Verlag, Weinheim 1979, ISBN 3-407-80555-1.
- Schnuddelbuddel sagt Gutnacht. Deutscher Taschenbuch Verlag, München 1979, ISBN 3-423-07506-6.
- Post für den Tiger. Beltz-Verlag, Weinheim 1980, ISBN 3-407-78031-1.
- Das Leben der Thiere. Beltz-Verlag, Weinheim 1981, ISBN 3-407-80585-3.
- Rasputin der Vaterbär. Beltz-Verlag, Weinheim 1983, ISBN 3-407-80270-6.
- Ich mach dich gesund, sagte der Bär. Diogenes-Verlag, Zürich 1985, ISBN 3-407-79335-9.
- Das Lumpengesindel. Diogenes-Verlag, Zürich 1987, ISBN 3-257-00689-6.
- Der Mäuse-Sheriff. Georg Bitter Verlag, Recklinghausen 1989, ISBN 3-931081-05-2.
- Die Kunst der bäuerlichen Liebe 1. Teil. Merlin Verlag, Gifkendorf 1990, ISBN 3-926112-26-3.
- Du bist ein Indianer, Hannes. Bitter Verlag, Recklinghausen 1990, ISBN 3-7903-0388-7.
- Polski Blues. Goldmann Verlag, München 1991, ISBN 3-442-30417-2.
- Zurück nach Uskow. Merlin Verlag, Gifkendorf 1992, ISBN 3-926112-34-4.
- Schäbels Frau. Goldmann Verlag, München 1992, ISBN 3-442-30442-3.
- Mutter sag, wer macht die Kinder? München 1992, Mosaik-Verlag, ISBN 3-576-10038-5.
- Von dem Glück, Hrdlak gekannt zu haben. Goldmann Verlag, München 1994, ISBN 3-442-30443-1.
- Von dem Glück, als Herr Janosch überlebt zu haben. Merlin Verlag, Gifkendorf 1994, ISBN 3-926112-25-5.
- Franz mit dem verdammten Hut. Little Tiger Verlag, Hamburg 1995, ISBN 3-423-70389-X.
- Schnuddel baut ein Wolkenhaus. Isis Verlag, Chur 1995, 949586870 dokumentumai a Német Nemzeti Könyvtár (DNB) állományában.
- Schnuddels Gute-Nacht-Geschichten. Isis Verlag, Chur 1995, 94958696X dokumentumai a Német Nemzeti Könyvtár (DNB) állományában.
- Wörterbuch der Lebenskunst. Goldmann Verlag, München 1995, ISBN 3-442-30626-4.
- Gastmahl auf Gomera. Goldmann Verlag, München 1997, ISBN 3-442-30662-0.
- Restaurant & Mutterglück oder Das Kind. Merlin Verlag, Gifkendorf 1998, ISBN 3-926112-79-4.
- Ich liebe eine Tigerente. Mosaik-Verlag, München 1999, ISBN 3-576-11318-5.
- Janoschs großer, kleiner Tigeratlas. Bassermann, München 2002, ISBN 3-8094-1239-2.
- Janoschs Tausend-Bilder-Lexikon. Bassermann, München 2002, ISBN 3-8094-1240-6.
- Wie der Tiger zählen lernt. Bassermann, München 2002, ISBN 3-8094-1238-4.
- Wie der Tiger lesen lernt. Bassermann, München 2002, ISBN 3-8094-1237-6.
- Bei Liebeskummer Apfelmus. Bassermann, München 2002, ISBN 3-8094-1371-2.
- Morgen kommt der Weihnachtsbär. Bassermann, München 2002, ISBN 3-8094-1369-0.
- Wenn Schnuddel in die Schule geht und andere Geschichten. cbj, München 2006, ISBN 3-570-21622-5.
- Gibt es hitzefrei in Afrika? So leben die Kinder dieser Welt. Heyne Verlag, München 2006, ISBN 3-453-12089-2.

## Magyarul
- Papa, most mackó vagy!; ford. Feleki Ingrid; Móra, Bp., 1986
- Kistigris és Kismackó Panamában; ford. Dornbach Mária, ill. a szerző; Móra, Bp., 2003
- Kincsvadászat. Történet arról, hogyan indult Kistigris és Kismackó a nagy kincs keresésére; ford. Dornbach Mária; Móra, Bp., 2012
- Milyen szép Panama! Történet arról, hogyan utazott Kistigris és Kismackó álmai országába; ford. Dornbach Mária; Móra, Bp., 2012
- Halló, itt Kistigris! Történet arról, hogyan találta fel Kismackó és Kistigris a levélpostát, a légipostát és a telefont; ford. Dornbach Mária; Móra, Bp., 2013
- Kismackó Mentőszolgálat. Történet arról, milyen beteg volt egyszer Kistigris; ford. Dornbach Mária; Móra, Bp., 2013
- Szevasz, Kismalac! Történet arról, hogy egy napon Kistigris elfelejt hazamenni; ford. Dornbach Mária; Móra, Bp., 2014
- Szülinapi buli. Történet arról, hogyan ünnepelték meg Kistigris szülinapját; ford. Dornbach Mária; Móra, Bp., 2014